# Gelicidio

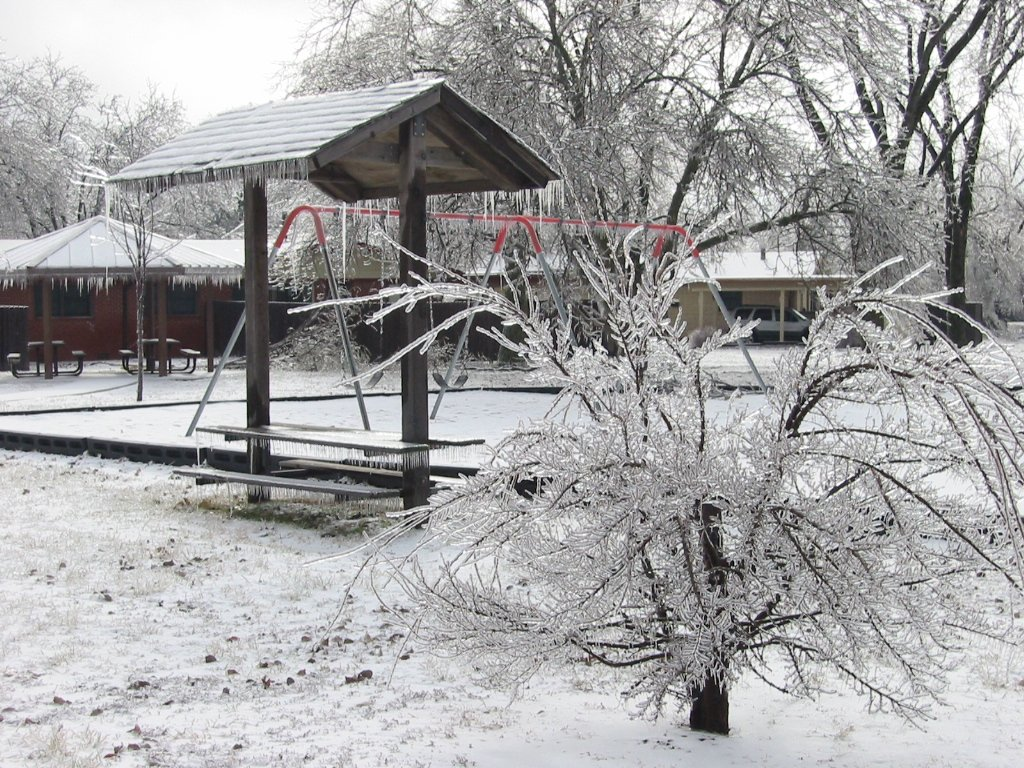
Gelicidio su un alberello

Fenomeno della sopraffusione rappresentato in un diagramma tempo-temperatura

Per definizione, in meteorologia il gelicidio è un fenomeno che si verifica quando la pioggia, o la pioviggine, rimane allo stato liquido anche quando la temperatura esterna è inferiore a 0 °C, in tal modo solidifica istantaneamente a contatto con il suolo formando uno strato di ghiaccio trasparente e molto scivoloso. La causa di questo è da attribuirsi al fenomeno della sopraffusione.

## Caratteristiche
Il fenomeno accade quando a livello del suolo è presente uno strato di aria fredda, con temperatura inferiore a 0 °C, mentre sopra c'è uno strato d'aria più calda che consente la fusione completa della neve che cade dalle nubi (il gelicidio non si forma quasi mai da nubi calde, cioè da nubi da cui l'acqua precipita allo stato liquido). Le gocce si raffreddano a una temperatura superficiale inferiore a 0 °C. In tal modo, quando le gocce vengono a contatto con una superficie, congelano immediatamente, formando uno strato di ghiaccio trasparente, omogeneo, liscio e molto scivoloso, racchiudendo i rami degli alberi, gli arbusti, gli steli dell'erba e i fili elettrici all'interno di un involucro assai duro di acqua cristallizzata e trasparente. Il deposito di ghiaccio che si forma sugli oggetti è detto spesso vetrone o popolarmente vetriore, una forma particolare di ghiaccio vitreo.

## Terminologia
Il gelicidio non deve esser confuso con la brina che si deposita lentamente per condensazione sulle superfici esterne quando, in assenza di ventilazione e con umidità relativa dell'aria molto elevata, perdono calore di notte fino a raggiungere 0 °C.
Altro fenomeno affine, ma distinto, è la neve chimica, che si forma in presenza di nebbia e basse temperature, quando siano disponibili a sufficienza nuclei di congelamento. Non dovrebbe essere confusa con il gelicidio neppure la galaverna, che si verifica con temperature inferiori a 0 °C quando minuscole goccioline di acqua esistenti nell'aria si solidificano intorno al suolo o sulla vegetazione formando un rivestimento che è però opaco (per la presenza di inclusioni di bolle aria), biancastro e assai fragile. Nel gelicidio invece l'involucro di ghiaccio cristallizzato è perfettamente trasparente, perché non contiene aria.
In presenza di vento forte, il rivestimento intorno alle superfici segue la direzione del vento, cosicché si formano talora, specialmente intorno ai tralicci di metallo e ai fusti delle piante, delle specie di lame di ghiaccio biancastre, irregolari e dentellate, larghe anche venti centimetri e più; il fenomeno si chiama calabrosa. Il ghiaccio trasparente che si forma da nebbia sopraffusa è invece morfologicamente molto simile, ma l'Organizzazione mondiale della meteorologia lo considera una meteora differente.

### Sinonimi e nomi locali
Nelle zone dell'Appennino tosco-emiliano (in particolare a Bologna, Lucca, a Pistoia e a Modena) il gelicidio si chiama bruscello o brucello. L'etimologia più probabile è da broccia, "pioggerella gelata", da un tema mediterraneo *calabro-/galabro-, ‘concrezione calcarea o ghiacciata’ Nelle zone appenniniche della città metropolitana di Bologna il fenomeno viene definito bioccio. Nell'Emilia occidentale è noto come vetroghiaccio (dal piacentino vedargiàs e dal parmigiano vedergiàs, analoghi al francese verglas). A Forlì si parla piuttosto di vetrone: il risultato è ben descritto da un detto popolare che, in romagnolo, suona così: 'u n’ sta in pì gneca i usel (‘non stanno in piedi neppure gli uccelli’).

## Diffusione
È molto frequente in Europa centro-settentrionale, ma anche nella pianura Padana e nelle pianure e conche interne delle regioni dell'Italia centrale (soprattutto sul versante adriatico), specialmente nel periodo tra la fine di dicembre e i primi giorni di gennaio. Generalmente il gelicidio padano è conseguente a una nevicata, dove l'aria caldo-umida di scirocco scorre sopra un cuscinetto di aria fredda formatosi in ore o giorni precedenti. Poiché lo scirocco, inizialmente, soffia con insistenza solo in alta quota, il riscaldamento in montagna diviene tale da creare un'inversione termica tra alta quota (con temperature, in caso di gelicidio, sopra 0 °C) e bassa quota, dove appunto, cade pioggia per il riscaldamento dei bassi strati, ma qui la temperatura è ancora sotto 0 °C (o leggermente sopra; basta che la temperatura delle gocce sia minore di 0 °C). Generalmente, lo scirocco determina una graduale erosione del cuscino freddo anche alle quote pianeggianti, portando quindi semplicemente pioggia, e non più gelicidio. Questa dinamica, appunto molto frequente nella prima parte dell'inverno in Val Padana, costituisce forse il più frequente epilogo delle nevicate nel Nord Italia: quello da addolcimento.

## Rischi e danni

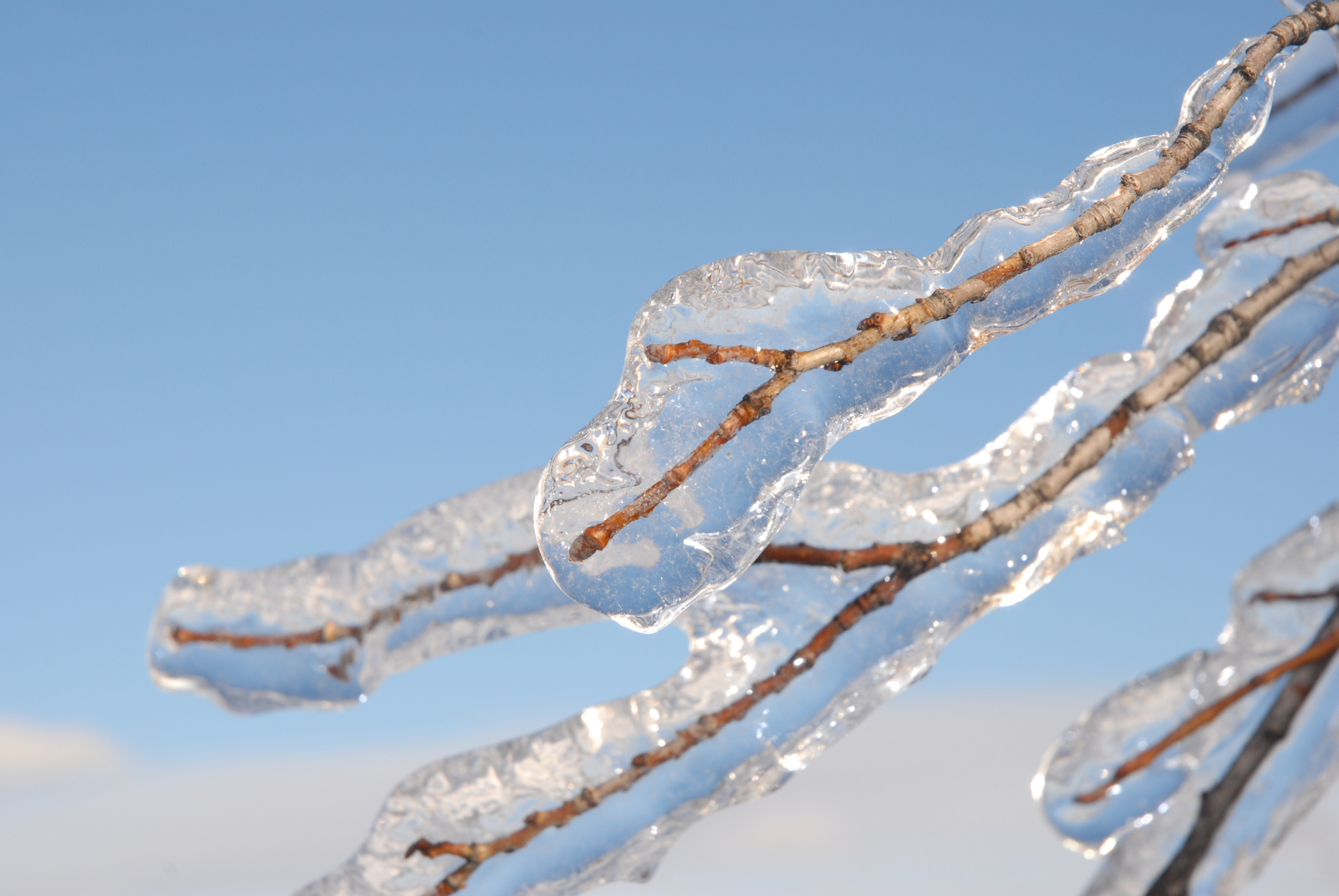
Rami completamente incapsulati nel ghiaccio

Il gelicidio è molto pericoloso per i pedoni, perché il suolo è coperto da una lastra di ghiaccio molto scivolosa, che è perfettamente trasparente (perché non contiene bolle d'aria). Il fondo stradale scivoloso è una notevole insidia anche per la circolazione degli autoveicoli. Nei casi più gravi, le cosiddette tempeste di ghiaccio (in inglese ice storms), alberi interi possono cadere, recando danni gravissimi ai boschi, e la circolazione stradale risulta impossibile; talvolta, si possono trovare addirittura rami di alberi incollati al fondo stradale ghiacciato.
Il gelicidio è all'origine di numerosi disservizi: il peso del ghiaccio può provocare la caduta di rami anche di grande spessore e la rottura di cavi elettrici, con conseguente interruzione dell'illuminazione pubblica e problemi alle comunicazioni telefoniche. Nell'ambito ferroviario, può impedire ai treni alimentati da linea elettrica esterna di ricevere energia, ricoprendo la superficie di contatto necessaria alla captazione. Per esempio, un pantografo può essere impossibilitato a realizzare il contatto elettrico con la linea aerea, con conseguente blocco dei motori e black-out nei servizi ausiliari di bordo (quali ricircolo dell'aria, riscaldamento, condizionamento, bagni).
Fortunatamente, il fenomeno è spesso seguito da un aumento della temperatura, con conseguente disgelo, in quanto la pioggia cade da strati d'aria più caldi rispetto al suolo, che tendono a riscaldarlo progressivamente.